# Subdoluseps bowringii
Subdoluseps bowringii — вид сцинкоподібних ящірок родини сцинкових (Scincidae). Мешкає в Південно-Східній Азії. Вид названий на честь британського натураліста Джона Чарльза Боурінга.

## Поширення і екологія
Subdoluseps bowringii мешкають на Андаманських і Нікобарських островах, в М'янмі, Таїланді, В'єтнамі, Лаосі, Камбоджі, Малайзії і Індонезії (Суматра, Ява, Балі, Калімантан і Сулавесі), а також на острові Різдва, спостерігалися в Гонконзі. Вони живуть в тропічних лісах і мангрових заростях, на морських узбережжях і в садах. Зустрічаються на висоті до 1500 м над рівнем моря.